# Acinbreea
× Acinbreea, (abreviado Acba) en el comercio, es un híbrido intergenérico entre los géneros de orquídeas Acineta × Embreea. Fue publicado en Orchid Rev. 93(1106): cppo: 12 (1985).